# Zagir Ismagilov
Zagir Garipovici Ismagilov (în rusă Загир Гарипович Исмагилов; în bașchiră Заһир Ғарип улы Исмәғилев; 1916/1917 - 2003) a fost compozitor și educator rus de etnie bașkiră. El a primit titlul de Artist al Poporului al URSS-ului în 1982 și a fost membru al Partidului Comunist al Uniunii Sovietice din 1943. Casa de cultură din Ufa, Rusia, este numit după el.

## Biografie
Fiul unui tăietor de lemn, compozitorul s-a născut la 26 decembrie 1918 (8 ianuarie 1917 pe stil nou) în satul Verhne-Sermenevo (cunoscut sub numele de Sermenevo, în districtul Belorețki din Bașchiria, Rusia). Zagir avea trei frați și o soră care a murit în 1921 de febră tifoidă.
De când a început studiile, viitorul compozitor a fost interesat de muzica populară a poporului bașchir, și a învățat să cânte la flaut (quray). În 1937, Ismagilov a studiat la Conservatorul Bachir din Moscova.
În timpul celui de-al Doilea Război Mondial a lucrat la Ufa, a făcut parte din concertele date pentru trupele din prima linie și a compus cântece patriotice.
Ismagilov a devenit președinte al Uniunii compozitorilor din Republica Baskir în 1958, iar în 1968 a fost fondatorul și primul rector al Institutului de Arte UFA, unde a rămas până în 1988. A fost deputat al Sovietului Suprem al Bașchiriei timp de mai mulți ani și a fost în cele din urmă ales președinte.
Compozitorul și-a realizat lucrările în Rusia, precum ți în republicile fostei Uniuni Naționale (acum CSI) și la nivel internațional (Bulgaria, China, România, Coreea de Nord, Iugoslavia și Etiopia). În plus, au fost publicate și înregistrate de casa de discuri viniluri precum „Melodiya” care au fost difuzate la posturile de radio și de televiziune din Bașchiria
Zagir Ismagilov a contribuit la dezvoltarea operei naționale, a corului și a muzicii instrumentale din Uniunea Sovietică. Opera sa exprima temele ideologice de a lucra în armonie, prietenie și dragoste și reflectă idealul creativ național-patriotic. Compozitorul a dezvoltat tradiția culturii muzicale ruse clasice, a istoriei și a conceptelor muzicale-dramatice. Activitatea lui Ismagilov a avut o temă istorică națională, cu influență puternică din partea originilor sale de tip bașkir. Opera sa Salawat Iulaiev spune povestea unui erou național în timp ce opera epică Ambasadorii Uralilor spune povestea reunificării Bașchiriei cu Rusia, iar Kahym-Turea povestește despre un comandant militar care i-a condus pe bașchiri împotriva lui Napoleon în 1812. Opera Akmulla se bazează pe viața poetului și educatorului din secolul al XIX-lea Miftahetdin Akmulla. Opera lui Ismagilov variază de la opere ca Shaura și Waves Agideli, la comedii muzicale precum Codasil și Almakan.
După o lungă luptă cu boala, a murit în 2003.

## Premii
- Printre premiile și decorațiile pe care le-a primit se numără: Premiul Salavat Iulaev,[4]Ordinul lui Lenin [4] Ordinul Drapelului roșu al Muncii.[4]